# ВВС Сибирского военного округа
ВВС Сибирского военного округа (ВВС СибВО) — оперативно-стратегическое территориальное объединение Военно-воздушных сил, существовавшее в период с 1926 года по 1 сентября 2010 года, для выполнения задач авиационной поддержки наземных войск, противовоздушной обороны административных и экономических объектов. Штаб ВВС округа находился в Новосибирске и Чите.

## История наименований
- Военно-Воздушный Флот Западно-Сибирского военного округа (1920)[1];
- Воздушный Флот Западно-Сибирского военного округа (16 августа 1922 года)[1];
- Авиация Сибирского военного округа (14 октября 1924 года)[1];
- ВВС Сибирского военного округа (27 марта 1926 года)[1];
- ВВС Сибирского военного округа (27 марта 1926 года)[1];
- ВВС Западно-Сибирского военного округа (1945 год)[1];
- ВВС Восточно-Сибирского военного округа (1945 год)[1];
- ВВС Сибирского военного округа (1956 год)[1];
- ВВС Сибирского Краснознаменного военного округа (1968 год)[1].

Карта ВВС Сибирского военного округа на 1991 год

## История объединения
Формирование ВВС округа происходило с 1926 года. 6 августа 1929 года ряд частей и соединений ВВС Сибирского военного округа был включён в состав Отдельной Дальневосточной армии. С 1930 года после реформы укрупнения объектов административно-территориального деления территория округа совпадала с границами Западно-Сибирского края; с 1935 года в округ был также включён новообразованный Красноярский край.
В 1941 году в состав ВВС Сибирского военного округа входили Алтайский и Красноярский края, Новосибирская и Омская области. Во время Великой Отечественной войны на базе аэродромной сети округа формировались полки для отправки на фронт.
Во время войны до 27 апреля 1944 года на Новосибирском аэроузле базировалась 5-я запасная авиационная бригада в составе:
- 19-й запасной истребительный авиационный полк (Тарново, ст. Обь, Новосибирск)[7];
- 20-й запасной истребительный авиационный полк (ст. Обь, Толмачево, Новосибирск)[7].

Приказом Народного комиссара обороны СССР от 9 июля 1945 года Сибирский военный округ переименован в Западно-Сибирский, при этом территория Красноярского края и Тувинской автономной области были переданы вновь образованному Восточно-Сибирскому военному округу, в составе которого находились до апреля 1953 года. В 1956 году Западно-Сибирский военный округ вновь переименован в Сибирский военный округ. В состав округа вошли территории Алтайского и Красноярского краёв, Кемеровской, Новосибирской, Омской, Томской и Тюменской областей, Тувинской АССР. Соответственно ВВС также именовались ВВС Западно-Сибирского военного округа и ВВС Восточно-Сибирского военного округа.
В мае 1946 года на аэродромы Новосибирского аэроузла была перебазировано Сталинградское военно-авиационное училище летчиков имени Сталинградского Краснознаменного пролетариата. 25 мая 1958 года училище переименовано в Сибирское военное авиационное училище летчиков им Сталинградского Краснознаменного пролетариата. В 1960 году училище расформировано.
В 1968 году Сибирский военный округ был награждён орденом Красного Знамени. ВВС округа стали именоваться ВВС Сибирского Краснознаменного военного округа.
Постановления Совета Министров СССР от 18 августа 1966 для подготовки лётчиков фронтовой (бомбардировочной, истребительной, истребительно-бомбардировочной, штурмовой) авиации в Барнауле было создано Барнаульское высшее военное авиационное училище лётчиков.
В состав ВВС округа входили учебные заведения:
- Омское военное авиационное училище летчиков (1940—1960)
- Сталинградское военно-авиационное училище летчиков имени Сталинградского Краснознаменного пролетариата (1946—1960)
- Барнаульское высшее военное авиационное училище лётчиков имени Главного Маршала авиации К. А. Вершинина (1967—1999);
- Иркутское высшее военное авиационное инженерное ордена Красной Звезды училище имени 50-летия ВЛКСМ (1931—2010);
- Ачинское военное авиационно-техническое училище (с 1947);
- Красноярская военно-авиационная школа специальных служб (1919—1994);
- Рубцовская военная авиационная школа механиков (1948 — 19950;
- Канская школа воздушных стрелков-радистов (с 1935).

К 1990 году авиация округа базировалась на территории Новосибирской, Омской, Тюменской, Томской, Кемеровской областей, Алтайского и Красноярского краев, Тувинской АССР.
После распада СССР ВВС округа вошли в состав ВВС России. В июле 1992 года из состава округа исключена территория Тюменской области (включая Ханты-Мансийский автономный округ и Ямало-Ненецкий автономный округ), которая была передана в Уральский военный округ.
В соответствии с указом Президента РФ № 900 от 27 июля 1998 года и приказом Министра обороны РФ № 048 от 11 августа 1998 года на территории Сибирского и Забайкальского военных округов был образован новый, который, являясь преемником Забайкальского, получил название Сибирский военный округ . Реально начал свою деятельность в новом составе с 1 декабря 1998 года. Преемницей старого Сибирского военного округа стала 41-я армия, входящая в состав нового Сибирского военного округа. Территория округа увеличилась за счет передачи в состав округа территорий Иркутской и Читинской областей, Республики Бурятия. При этом территория Республики Саха (Якутия) была передана в состав Дальневосточного военного округа. Штаб ВВС округа — в Чите.
1 декабря 2010 года СибВО был расформирован в соответствии с указом Президента РФ от 20 сентября 2010 года «О военно-административном делении Российской Федерации». Входившие в состав ВВС Сибирского военного округа авиационные части вошли в состав новообразованного Центрального военного округа за исключением Бурятии и Забайкальского края, включённых в территорию нового Восточного военного округа.

## Боевой состав
| - корпусной авиаотряд № 18; - корпусной авиаотряд № 19. |

| - корпусной авиаотряд № 18; - корпусной авиаотряд № 19; - 16-й отдельный разведывательный авиационный отряд имени Сибревкома. |

| - 102-я легкоштурмовая авиационная бригада (Омск); - 44-я особая легкоштурмовая авиационная бригада (Красноярск); - 134 легкоштурмовая авиационная бригада (Толмачево-Новосибирск) - создана на базе корпусного отряда; - 6-й отдельный разведывательный авиационный отряд имени Сибревкома (Новосибирск. |

| В ВВС округа вместо авиационных бригад были созданы шесть авиаполков и разведывательная эскадрилья. Для обслуживания авиаполков сформированы три авиационные базы: в Омске, Толмачево, Красноярске. |

| - шесть авиаполков; - разведывательная эскадрилья - Новосибирская школа на самолетах СБ (Толмачево); - Омская окружная авиационная школа по подготовке младших авиационных специалистов; - Красноярская окружная авиационная школа по подготовке младших авиационных специалистов. |

| - 30-й бомбардировочный авиационный полк; |

| - 162-й истребительный авиационный полк$ - 425-й истребительный авиационный полк; - 431-й истребительный авиационный полк; - 425-й истребительный авиационный полк; |

| - 6-й истребительный авиационный полк; - 283-й истребительный авиационный полк; |

| Боевой состав на 1 апреля 1942 года: - 18-й гвардейский истребительный авиационный полк; - 283-й истребительный авиационный полк; - 845-й истребительный авиационный полк; - 30-й бомбардировочный авиационный полк; |

| Боевой состав на 1 мая 1942 года: - 18-й гвардейский истребительный авиационный полк; - 283-й истребительный авиационный полк; - 845-й истребительный авиационный полк; - 30-й бомбардировочный авиационный полк; - 134-й бомбардировочный авиационный полк; |

| Боевой состав на 1 июня 1942 года: - 30-й бомбардировочный авиационный полк; - 134-й бомбардировочный авиационный полк; |

| Боевой состав на 1 июля 1942 года: - 30-й бомбардировочный авиационный полк; - 12-й бомбардировочный авиационный полк; |

| Боевой состав на 1 августа 1942 года: - 132-й бомбардировочный авиационный полк; - 12-й бомбардировочный авиационный полк; - 271-й истребительный авиационный полк; |

| Боевой состав на 1 сентября 1942 года: - 13-й гвардейский бомбардировочный авиационный полк; - 12-й бомбардировочный авиационный полк; - 132-й бомбардировочный авиационный полк; - 127-й истребительный авиационный полк; - 271-й истребительный авиационный полк; - 774-й истребительный авиационный полк; |

| Боевой состав на 1 октября 1942 года: - 13-й гвардейский бомбардировочный авиационный полк; - 12-й бомбардировочный авиационный полк; - 260-й бомбардировочный авиационный полк; - 997-й бомбардировочный авиационный полк; - 998-й бомбардировочный авиационный полк; - 999-й бомбардировочный авиационный полк; |

| Боевой состав на 1 ноября 1942 года: - 6-й истребительный авиационный полк; - 12-й истребительный авиационный полк; - 183-й истребительный авиационный полк; - 287-й истребительный авиационный полк; - 900-й истребительный авиационный полк; - 13-й гвардейский бомбардировочный авиационный полк; - 12-й бомбардировочный авиационный полк; - 260-й бомбардировочный авиационный полк; - 453-й бомбардировочный авиационный полк; - 997-й бомбардировочный авиационный полк; - 998-й бомбардировочный авиационный полк; - 999-й бомбардировочный авиационный полк; |

| Боевой состав на 1 декабря 1942 года: - 6-й истребительный авиационный полк; - 32-й истребительный авиационный полк; - 91-й истребительный авиационный полк; - 183-й истребительный авиационный полк; - 287-й истребительный авиационный полк; - 519-й истребительный авиационный полк; - 13-й гвардейский бомбардировочный авиационный полк; - 12-й бомбардировочный авиационный полк; - 260-й бомбардировочный авиационный полк; - 453-й бомбардировочный авиационный полк; |

| Боевой состав на 1 января 1943 года: - 3-й истребительный авиационный полк; - 15-й истребительный авиационный полк; - 32-й истребительный авиационный полк; - 43-й истребительный авиационный полк; - 91-й истребительный авиационный полк; - 519-й истребительный авиационный полк; - 13-й гвардейский бомбардировочный авиационный полк; - 12-й бомбардировочный авиационный полк; - 260-й бомбардировочный авиационный полк; - 453-й бомбардировочный авиационный полк; |

### Послевоенный боевой состав

Командующий ВВС округа генерал-лейтенант авиации П. С. Шелухин

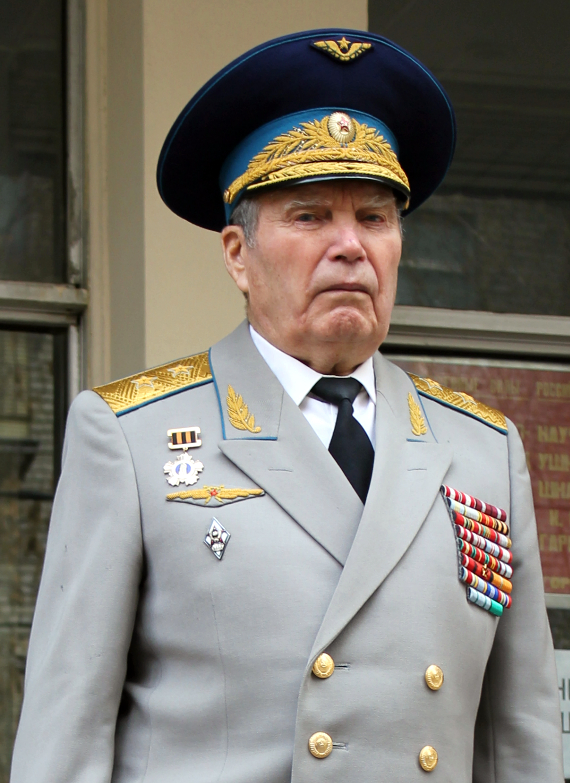
Командующий ВВС округа генерал-лейтенант авиации П. П. Сафронов

- Омское военное авиационное училище летчиков (1940—1960):
  - управление и штаб, учебные корпуса (Омск);
  - учебный авиационный полк (город Омск);
  - 724-й учебный авиационный полк (Марьяновка, с 1955 года — Славгород);
  - учебный авиационный полк (Ново-Любино (Любино)).
- Сталинградское военно-авиационное училище летчиков имени Сталинградского Краснознаменного пролетариата (1946—1960):
  - управление и штаб, учебные корпуса (город Обь);
  - 804-й учебный авиационный полк, аэродром Бердск;
  - 808-й учебный авиационный полк, аэродром Топчиха (Алтайский край);
  - 813-й учебный авиационный полк, аэродром Толмачево.
- Барнаульское высшее военное авиационное училище лётчиков имени Главного Маршала авиации К. А. Вершинина (1967—1999):
  - управление и штаб, учебные корпуса (Барнаул);
  - 44-й учебный авиационный полк (Панфилово (Калманка));
  - 59-й учебный авиационный полк (Славгород);
  - 96-й учебный авиационный полк (Камень-на-Оби).
- Иркутское высшее военное авиационное инженерное ордена Красной Звезды училище имени 50-летия ВЛКСМ (1931—2010);
- Ачинское военное авиационно-техническое училище (с 1947);
- Красноярская военно-авиационная школа специальных служб (1919—1994);
- Рубцовская военная авиационная школа механиков (1948 — 19950;
- Канская школа воздушных стрелков-радистов (с 1935);
- отдельная смешанная авиационная эскадрилья (город Обь, Толмачево)

## Командование ВВС округа

### Командующие
- комбриг Кушаков Владимир Антонович, с 27.03.1926 г.
- комбриг Киш Ганс Карлович, 1926 г.
- комбриг Мальцев Виктор Иванович, 1931 - 1934
- комдив Маслов Константин Васильевич, 1934—1937
- полковник Захаров Георгий Нефедович, ноябрь 1938 г. — декабрь 1940 г.
- генерал-майор авиации Погребов Борис Андреевич, декабрь 1940 г. — июнь 1941 г.
- полковник Свешников Б. В. (Врид командующего ВВС), июнь 1941 г. — декабрь 1942 г.
- генерал-лейтенант авиации Шелухин Пётр Семёнович, декабрь 1942 г. — 1946 г
- генерал-лейтенант авиации Глушенков Никифор Эммануилович, 1946—1952 гг.
- генерал-майор авиации Бибиков Василий Николаевич, 18.06.1953 г. — 18.04.1955 г.
- генерал-лейтенант авиации Коломейцев Леонид Викторович, 6.01.1956 г. — 19.01.1961 г.
- генерал-лейтенант авиации Никишин Дмитрий Тихонович 17.10.1960 — 1968 гг.
- генерал-лейтенант авиации Куличев Иван Андреевич, 23.09.1968 — 18.10.1972 г.
- генерал-майор авиации Балаганский Олег Александрович, 18.10.1972 — 11.09.1973 гг.
- генерал-лейтенант авиации Абрамов Владимир Семенович, 15.10.1973 — 9.08.1977 гг.
- генерал-майор авиации Мухин Лев Владимирович, 3.08.1977 — 24.04.1979 гг.
- генерал-лейтенант авиации Сафронов Пётр Павлович, 28.04.1979 — 25.10.1980 гг.
- генерал-лейтенант авиации Клочихин Леонид Михайлович, 19.12.1980 — 29.08.1981 гг.
- генерал-майор авиации Маслов Сергей Николаевич, 29.08.1981 — 19.03.1983 г.
- генерал-лейтенант авиации Шканакин Владимир Геннадьевич, 19.03.1983 — 5.11.1984 гг.
- генерал-лейтенант авиации Шинкаренко Геннадий Федорович, 5.11.1984 — 31.07.1990 гг.
- генерал-лейтенант авиации Мохов Владимир Дмитриевич, 1990—1994 гг.
- генерал-майор авиации Гнездилов Валерий Николаевич, 1994 − 1997

### Первый заместитель — начальник штаба
- комбриг Юрре Владимир Андреевич
- Максименко 1930 − 1934 гг.
- Богданов 1934—1937 гг.
- полковник Иван Иванович Чмурак 1937—1940 гг.
- полковник В. Ф. Свешников июнь 1940 г. — июнь 1941 г.
- генерал-майор авиации Теплинский июнь 1941 г. −1943 г.
- генерал-майор авиации Моисей Дмитриевич Серов август 1948 г. — июль 1956 г.
- генерал-майор авиации Яков Иванович Зиновьев 1956-1 964 гг.
- полковник Анатолий Евгеньевич Арбузов 1967—1971 гг.
- генерал-майор авиации Сергей Иванович Мосиенко 197 1-1 975 гг.
- генерал-майор авиации Федор Акимович Фомичев 1975—1977 гг.
- полковник Иван Петрович Кофаков 1977—1980 гг.
- генерал-майор авиации Владимир Трофимович Антонов 1980—1985 гг.
- полковник Сергей Александрович Суслов 1984—1985 гг.
- генерал-майор авиации Иван Григорьевич Протченко 1985—1994 гг.
- полковник Юрий Сергеевич Шуров 1994 −1997